# Chengdu Blades Football Club
O Chengdu Blades Football Club foi um clube de futebol chinês fundado em 1996. Jogava suas partidas no Chengdu Sports Center, estádio com capacidade para 42.000 espectadores.